# Дружба (Соль-Ілецький міський округ)
Дру́жба (рос. Дружба) — село у складі Соль-Ілецького міського округу Оренбурзької області, Росія.

## Населення
Населення — 710 осіб (2010; 799 у 2002).
Національний склад (станом на 2002 рік):
- росіяни — 64 %